# Acacia bucheri
Acacia bucheri é uma espécie de legume da família das Leguminosae.
Apenas pode ser encontrada em Cuba.